# 青森県道268号弘前田舎館黒石線
青森県道268号弘前田舎館黒石線（あおもりけんどう268ごう ひろさきいなかだてくろいしせん）は、青森県弘前市から黒石市に至る一般県道である。

## 概要
弘前市和泉（わいずみ）2丁目で国道7号・青森県道3号弘前岳鰺ケ沢線から分岐し、南津軽郡田舎館村・平川市を経て黒石市石名坂で国道102号に合流する。当路線は全区間が旧国道102号だった道路である。

### 路線データ
青森県例規集に基づく起終点および経過地は次のとおり。
- 起点：弘前市大字高崎字広田115の2[2]（国道7号交点）
- 終点：黒石市大字豊岡字鎧堤108の13[2]（国道102号交点）
- 重要な経過地：南津軽郡田舎館村[1]

## 歴史
- 1992年（平成4年）7月17日 - 青森県が県道に認定する[1]。

## 路線状況

### 重複区間
- 青森県道38号五所川原黒石線 : 黒石市前町1丁目 - 黒石市山形町
- 青森県道41号弘前環状線 : 平川市日沼 - 平川市新山

### 道路施設
- 境橋

## 地理

### 交差する道路
- 国道7号・青森県道3号弘前岳鰺ケ沢線（起点）
- 青森県道128号松木平撫牛子停車場線
- 青森県道117号尾上日沼線
- 青森県道41号弘前環状線
- 青森県道148号畑中竹鼻線
- 青森県道38号五所川原黒石線
- 青森県道13号大鰐浪岡線
- 青森県道135号吹上金屋黒石線
- 国道102号（終点）

### 沿線の施設など
- 公衆浴場平川温泉
- 黒石警察署 日沼駐在所
- 田舎館村中央公民館
- 田舎館診療所
- 田舎館村役場（他にも村関連施設あり）
  - 田んぼアート（第1会場）
- 津軽みらい農業協同組合 田舎館支店
- 弘南鉄道弘南線 田舎館駅
- 青森オリンパス
- 黒石市立追子野木小学校（2020年3月末閉校）
- 追子野木郵便局
- 黒石市役所
- ヤマダ電機 テックランド黒石店
- 青森県産業技術センター りんご研究所
- 東北自動車道 牡丹平高速バス停